# Sabina Magnani von Petersdorff
Sabina Magnani von Petersdorff (* 20. April 1955 in Rom) ist eine italienische Kunsthistorikerin und Publizistin.

## Leben
Sabina Magnani ist die Tochter der Fernsehjournalistin Franca Magnani und des Politikers Valdo Magnani. 
Mit einer Dissertation über den Dichter und Historienmaler August Kopisch (1799–1853) wurde sie promoviert.
1980 kam sie mit einem Stipendium des DAAD an die Freie Universität in Berlin, wo sie ihren späteren Ehemann aus der Familie Petersdorff kennenlernte. Gemeinsam haben sie drei Kinder. 
Seit 1982 lebt Sabina Magnani in Berlin und Rom.

## Audio
- Deutschlandfunk 21. August 2016 Zwischentöne Sabina Magnani im Gespräch mit Joachim Scholl Audio 72.46 Minuten 1/2 Jahr online (Text und Foto)

## Werke
- Rom, Droemer Knaur, München 1999
- Mein Rom ist überall, Europa-Verlag, Zürich 2013

| Personendaten    | Personendaten                   |
| ---------------- | ------------------------------- |
| NAME             | Magnani von Petersdorff, Sabina |
| KURZBESCHREIBUNG | italienische Publizistin        |
| GEBURTSDATUM     | 20. April 1955                  |
| GEBURTSORT       | Rom                             |